# Sclerogryllus coriaceus
Sclerogryllus coriaceus är en insektsart som först beskrevs av Wilhem de Haan 1842.  Sclerogryllus coriaceus ingår i släktet Sclerogryllus och familjen syrsor. Inga underarter finns listade i Catalogue of Life.